# Краљевина Југославија у Другом светском рату (ТВ серија)
Краљевина Југославија у Другом светском рату је документарни серијал продукцијске куће Погледи и Удружења бораца КЈВуО из Велике Британије, снимљен у периоду 2013—2015, који се бавио ратним и политичким дешавањима на простору Краљевине Југославије током Другог светског рата.
Историчари и сведоци говоре о узроцима рата, нападу Сила осовине, геноцидом над Србима, устанку 1941, одмаздама „сто Срба за једног убијеног Немца“, герилском рату против Сила осовине.
Серија обилује документарним ратним снимцима, од којих се многи приказују премијерно: посета југословенског краља Петра Другог председнику Рузвелту у Белој кући 1942, сусрет генерала Михаиловића и америчког пуковника Макдауела 1944, оборени амерички пилоти које су спасили припадници ЈВуО (Мисија „Халјард“), британске и америчке испоруке оружја и опреме партизанима, партизани у британским униформама и са британским наоружањем.

## Списак епизода
| Број | Наслов                                          | Трајање | Тема                                                              | Саговорници |
| ---- | ----------------------------------------------- | ------- | ----------------------------------------------------------------- | ----------- |
| 1.   | Узроци Другог светског рата                     | 31:15   | Период између два рата                                            |             |
| 2.   | Италија и геноцид у Независној Држави Хрватској | 30:00   | Дупли савези - Италијани и Срби насупрот Немцима и Хрватима       |             |
| 3.   | Војници, револуционари и квислинзи              | 30:00   | Четници, Недићевци и Комунисти                                    |             |
| 4.   | Михаиловић против Ромела                        | 30:00   | Група Гордон                                                      |             |
| 5.   | У очекивању савезничке инвазије Јадрана         | 30:00   | Очекивано савезничко искрцавање на Јадрану                        |             |
| 6.   | Битка за Србију                                 | 30:00   | Опремање Партизанског покрета                                     |             |
| 7.   | Последња офанзива четника против Осовине        | 27:47   | Септембар 1944. године                                            |             |
| 8.   | Краљ Петар, Черчил и Рузвелт                    | 28:47   | Позивање Краља Петра да се четници ставе по команду Тита          |             |
| 9.   | У светском вихору                               | 29:56   | Сукоб британске и америчке обавештајне службе                     |             |
| 10.  | Макдауел против Стаљина                         | 27:41   | Мисија Ренџер                                                     |             |
| 11.  | Инвазија Црвене армије                          | 26:18   | Ослобађање Југоисточних крајева Србије                            |             |
| 12.  | Битка за демократију                            | 27:33   | Увођење комунистичког режима у земље источног блока и Југославију |             |

## Награде
Документарац је награђен на оба фестивала на која је учествовао: "Евро ин фест" у Новом Саду децембра 2014, као остварење од посебног историографског значаја и "Златна буклија", у Великој Плани маја 2015, за режију.